# Operationszone Adriatisches Küstenland
Operationszone Adriatisches Küstenland (OZAK) (ungefär "Operationsområde Adriatiska kustlandet") var ett tyskt distrikt i norra adriakusten under andra världskriget. Distriktet inrättades av Adolf Hitler 1943 efter det att Italien hade ingått vapenstillestånd med de allierade och bildades av områden i dagens Italien, Slovenien och Kroatien. Administrativt styrdes Operationszone Adriatisches Küstenland av Gauleitern för Reichsgau Kärnten, Friedrich Rainer, men det inkorporerades inte i detta. Trieste var distriktets huvudstad.
Odilo Globocnik, Högre SS- och polischef för Adriatisches Küstenland, ansvarade för Einsatz R, den systematiska förföljelsen av judar, partisaner och politiska motståndare i området. Han lät bland annat inrätta koncentrationslägret Risiera di San Sabba.